# Bota mosquetera

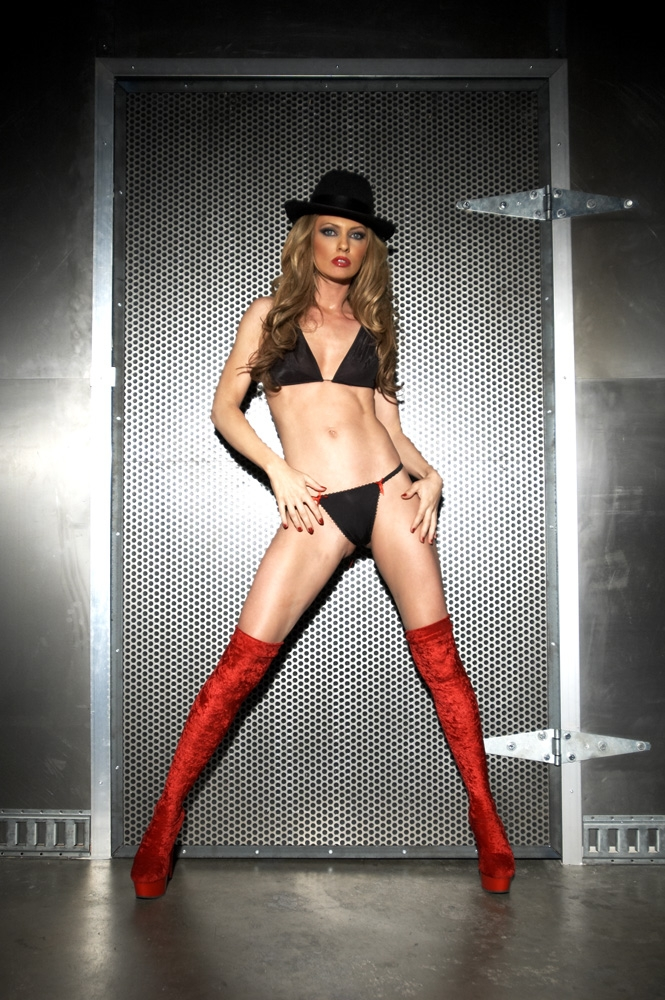
Sexys botas mosqueteras.

La bota mosquetera es un tipo de bota femenina que se prolonga por encima de la rodilla. Su nombre proviene de las botas que llevaban los miembros del cuerpo de mosqueteros francés en el siglo XVII y que inmortalizó Alejandro Dumas a partir de la publicación en 1844 de Los tres mosqueteros. 
Las botas mosqueteras tienen la caña muy alta, alcanzando y superando la altura de la rodilla. Se trata de un tipo de prenda glamorosa y llamativa que se puede utilizar tanto con faldas como con pantalones introducidos por el interior e, incluso, con minivestidos. Las botas pueden ser completamente ceñidas a la pierna o más anchas y se fabrican en diversos materiales como cuero o plástico. Se cierran con cremallera o, en su versión más sofisticada, con cordones.  
Las botas altas con tacón son también un tradicional calzado erótico. Su atractivo reside en que delimitan perfectamente el perímetro del muslo. Asociado a las prostitutas, es habitual encontrarlas en comercios de prendas eróticas y en fotografías o vídeos de modelos sexys. Se combinan con shorts, minifaldas, piezas de lencería y boas en espectáculos, películas y representaciones sexys como estriptis o bailes eróticos.

## Curiosidades

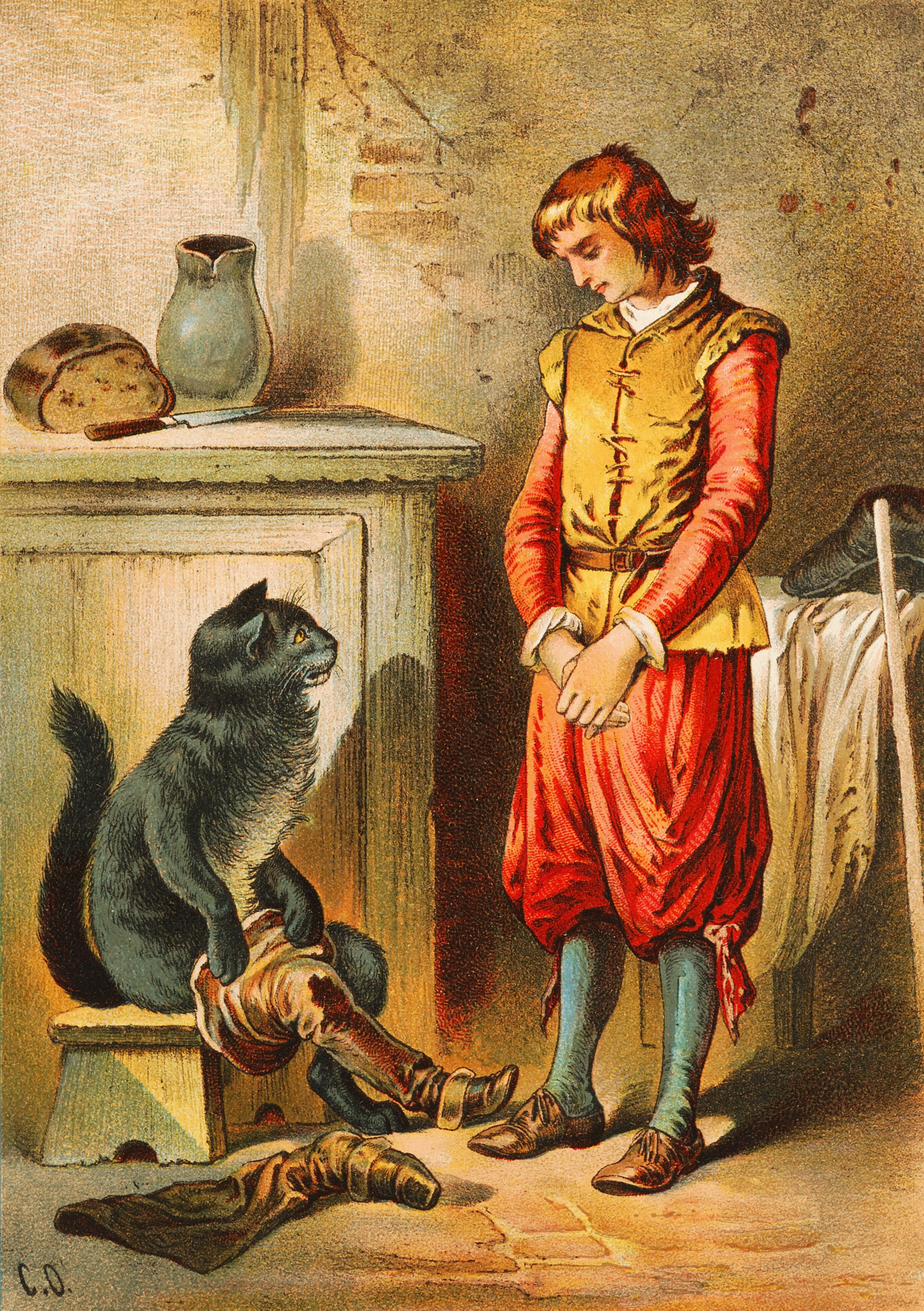
El Gato con Botas

- En las primeras escenas de Pretty Woman, Julia Roberts aparece enfundada en unas botas mosqueteras en su papel de prostituta.
- Muchas ilustraciones del cuento El Gato con Botas como las de Gustave Doré, representan al protagonista de la historia calzando unas botas mosqueteras.